# John Prentiss Poe
Pour les articles homonymes, voir Poe.
John Prentiss Poe Senior, né le 22 août 1836 à Baltimore, décédé le 14 octobre 1909 à Ruxton Riderwood (comté de Baltimore, Maryland), est un magistrat américain, procureur général du Maryland de 1891 à 1895.
Fils de Neilson Poe et de son épouse Josephine Emily Clemm, il est de la famille du poète Edgar Allan Poe. Il étudie à l'université de Princeton, dont il sort diplômé en 1854 et épouse Anne Johnson Hough, avec laquelle il a six fils et trois filles. Chacun de ses six fils a joué dans le football américain universitaire aux États-Unis pour Princeton. Son fils Edgar Allan Poe est devenu procureur général de l'État de 1911 à 1915. Un autre de ses fils, John Prentiss « Johnny » Poe, Junior a entraîné l'équipe de football américain des Navy Midshipmen et des Virginia Cavaliers, avant d'être tué dans la bataille de Loos durant la Première Guerre mondiale. Art Poe a été sélectionné dans le College Football Hall of Fame, et Gresham Poe a été entraîneur en chef l'équipe de football des Virginia Cavaliers. 
John Poe, Sr. est avocat et un membre éminent du Parti démocrate du Maryland. Doyen de l'école de droit de l'université du Maryland, il meurt à Ruxton-Riderwood le 14 octobre 1909 et est inhumé au Green Mount Cemetery de Baltimore.